# ایوان گاف
ایوان گاف (انگلیسی: Ivan Goff؛ زاده ۱۷ آوریل ۱۹۱۰ درگذشته ۱۹۹۹) یک فیلم‌نامه‌نویس بود.
از آثار او می‌توان به یاغی‌ها و فرشتگان چارلی اشاره کرد.